# Raichur
Raichur (en maratí: रायचूर) es una ciudad de la India, centro administrativo del distrito de Raichur, en el estado de Karnataka.

## Geografía
Se encuentra a una altitud de 404 m s. n. m. a 414 km de la capital estatal, Bangalore, en la zona horaria UTC +5:30.

## Demografía
Según estimación 2011 contaba con una población de 256 609 habitantes.